# Nil-Saint-Vincent
Nil-Saint-Vincent is een plaats in de Belgische provincie Waals-Brabant. Samen met Nil-Saint-Martin vormt ze Nil-Saint-Vincent-Saint-Martin, een deelgemeente van Walhain. Beide plaatsen zijn vergroeid tot een dorp.
Nil-Saint-Vincent wordt sinds de nieuwe berekeningen van het NGI in 1989 beschouwd als het Geografisch middelpunt van België. Naar aanleiding daarvan werd een monumentje opgericht.

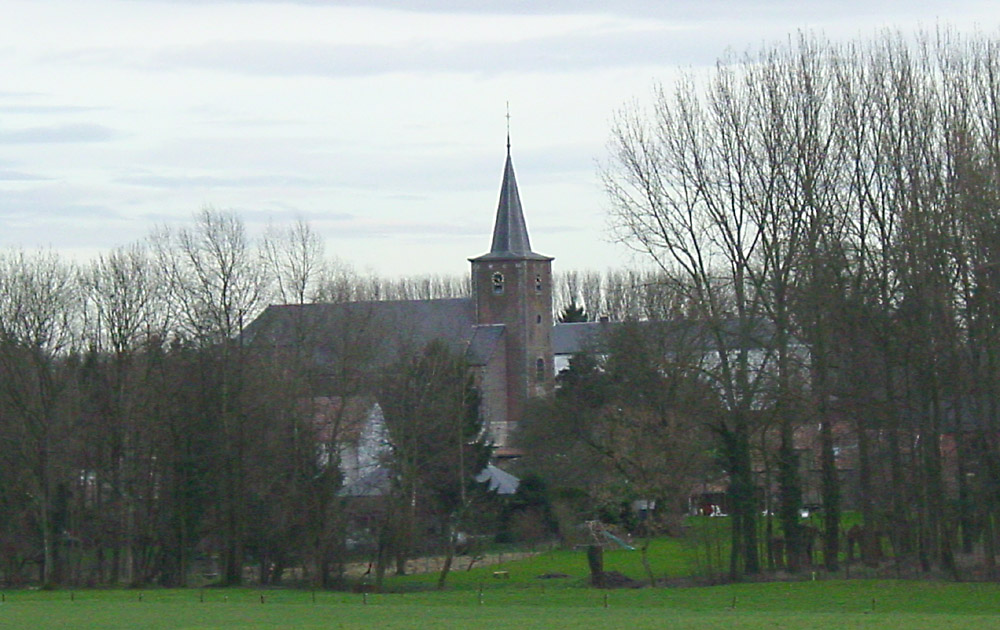
Zicht op Nil-Saint-Vincent

## Geschiedenis
Op de Ferrariskaart uit de jaren 1770 is de plaats aangeduid als Nil St. Vincent, met direct ten noorden het dorp Nil St. Martin. Ten zuidwesten is het gehucht Nil Abbesse weergegeven en nog verder het gehucht Nil Pierreux.
Op het eind van het ancien régime werd Nil-Saint-Vincent een zelfstandige gemeente. Dat duurde slechts tot in 1812, toen Nil-Saint-Vincent met Nil-Saint-Martin werd samengevoegd tot de gemeente Nil-Saint-Vincent-Saint-Martin. Sinds 1977 is Nil-Saint-Vincent-Saint-Martin een deelgemeente van Walhain.

## Bezienswaardigheden
- De Sint-Vincentiuskerk (Église Saint-Vincent) is een classicistisch kerkgebouw van 1783.
- De Moulin d'Alvaux is een voormalige watermolen op de Orne.
- De Moulin de Nil-Pierreux is een voormalige watermolen op de Nil.
- De Moulin du Tiège is een ronde stenen molen van het type grondzeiler, gebouwd in 1834.
- De Tour d'Alvaux is het restant van een donjon van de heren van Walhain, gebouwd omstreeks 1210.
- Het Geografisch middelpunt van België

## Natuur en landschap
Nil-Saint-Vincent ligt aan de Nil die westwaarts stroomt en overgaat in de Hain. De hoogte aan de kerk bedraagt 144 meter.

## Nabijgelegen kernen
Nil-Saint-Martin, Corbais, Blanmont, Walhain, Tourinnes-les-Ourdons
Deelgemeenten: Nil-Saint-Vincent-Saint-Martin · Tourinnes-Saint-Lambert · Walhain-Saint-Paul

Overige dorpen en gehuchten: Lérinnes · Libersart · Nil-Abbesse · Nil-Pierreux · Nil-Saint-Martin · Nil-Saint-Vincent · Perbais · Saint-Lambert · Saint-Paul · Sart-lez-Walhain · Tourinnes-les-Ourdons

Belgische gemeenten · Arrondissement Nijvel · Waals-Brabant · Wallonië